# Kilmersdon
Kilmersdon is een civil parish in het bestuurlijke gebied Mendip, in het Engelse graafschap Somerset met 541 inwoners.